# Il mio mondo
Il mio mondo är en sång skriven av italienaren Umberto Bindi och ursprungligen inspelad av honom och släppt på singel 1963. Den spelades 1964 in med text på engelska som You're My World av den brittiska popsångerskan Cilla Black. George Martin, Cilla Blacks producent, upptäckte låten och text på engelska skrevs av Carl Sigman för sångaren, som spelade in den i Abbey Road Studios. Låten toppade listorna i Storbritannien och är en av hennes mest framgångsrika inspelningar, och den låg kvar i toppen i fem veckor. Låten spelades snart in av Dionne Warwick. Dionne Warwick och hennes producenter Burt Bacharach och Hal David beslutade att inte släppa Dionne Warwicks i USA förrän 1968, då Cilla Blacks version nådde 26:e plats på de amerikanska poplistorna 
Den australiska tonårsidolen Daryl Braithwaite, sångare Sherbet, och fick en listetta i Australien i tre veckor i januari 1975.
Helen Reddy spelade in en cover på låten 1977 och gjorde låten till en världssuccé. Helen Reddys version nådde placeringen #18 på Billboardlistorna i USA, hennes senaste större hitlåt där.
Låten har spelats in av flera artister, som Jane McDonald och Jade Adams där den hade ett R&B-influerat arrangemang på hennes EP release Forever And A Day 2008.
Under sent 2008 spelades låten in som cover för Liverpool - The Number Ones Album-projektet, av Atomic Kittens sångare Natasha Hamilton, med Kush.
Kikki Danielsson skrev en text på svenska som heter "Du är hela min värld" till Wizex album Skratta & le 1974. 1991 spelade Kikki Danielsson in låten med den engelskspråkiga texten på sitt soloalbum Vägen hem till dej.

### Fotnoter
1. ↑  Information i Svensk mediedatabas.
2. ↑  Information i Svensk mediedatabas.